# Ogólnopolski Konkurs Poetycki im. Georga Trakla
Ogólnopolski Konkurs Poetycki im. Georga Trakla, wcześniej pod nazwą Nagroda Literacka im. Georga Trakla – nagroda literacka przyznawana za twórczość poetycką w języku polskim, zainspirowaną twórczością austriackiego poety Georga Trakla.

## Fundatorzy i pomysłodawcy
Nagroda Literacka im. Georga Trakla została ufundowana, w latach 90. XX w., z inicjatywy dr. Emila Brixa, ówczesnego Konsula Generalnego Austrii w Krakowie. Po 20 latach została reaktywowana przez Fundację Promocji Kultury Urwany Film oraz Konsulat Generalny Republiki Austrii w Krakowie. Od 2015 funkcjonuje jako coroczny Ogólnopolski Konkurs Poetycki im. George Trakla. Patronem honorowym jest dr. Emil Brix, obecnie Ambasador Austrii w Moskwie.

## Zasady przyznawania nagrody
Konkurs kierowany jest do poetów inspirujących się twórczością austriackiego poety Georga Trakla, w celu promowania twórczości debiutujących poetów. Nadesłane prace konkursowe powinny nawiązywać do klimatu twórczości zmarłego w Krakowie literata. Trakl jest jednym z najsłynniejszych przedstawicieli austriackiego ekspresjonizmu. Tematyka wierszy poety skupiona jest wokół takich tematów jak sens istnienia, śmierć, zniszczenie, przemijanie. Ważnym motywem jego poezji jest wybuch I wojny światowej. Zarówno biografia Trakla, jak i jego twórczość inspirują wielu twórców. Rozstrzygnięcie konkursu i oficjalne ogłoszenie wyników jest jednym z wydarzeń trwających, w listopadzie w Krakowie, Dni Austrii.
Laureaci konkursu otrzymują nagrody pieniężne:
- I miejsce – 3000 zł
- II miejsce – 2000 zł
- III miejsce – 1000 zł

## Jurorzy

### I edycja 2015
- Przewodniczący prof. Marek Karwala
- poeta Marcin Baran
- poeta Ryszard Krynicki

### II edycja 2016
- Przewodniczący prof. Marek Karwala
- poeta Marcin Baran
- poeta Wojciech Bonowicz

### III edycja 2017
- Przewodniczący prof. Marek Karwala
- poeta Marcin Baran
- poeta Wojciech Bonowicz

## Laureaci z lat 90.
| Rok  | Laureat            | Nagroda Promocyjna Młodych      | Nagroda Specjalna Przewodniczącego Jury |
| ---- | ------------------ | ------------------------------- | --------------------------------------- |
| 1992 | Julia Hartwig      | Marcin Świetlicki               |                                         |
| 1993 | Bohdan Urbankowski | Mariusz Baryła                  |                                         |
| 1994 | Krzysztof Śliwka   | Joanna Wichowska                | Renata Putzlacher                       |
| 1995 | Jacek Podsiadło    | Anna Piwkowska                  | Paulina Bisztyga                        |
| 1996 | Ewa Sonnenberg     | Krzysztof Fedorowicz Piotr Maur |                                         |

## Laureaci od 2015
| Rok  | I Miejsce | II Miejsce                           | III Miejsce                                                                         | Wyróżnienia i nagrody specjalne                                       |
| ---- | --------- | ------------------------------------ | ----------------------------------------------------------------------------------- | --------------------------------------------------------------------- |
| 2015 | –         | –                                    | Bartosz Konstrat Paulina Pidzik Mariusz Tenerowicz Andrzej Wołosewicz Piotr Zemanek | Paulina Pidzik                                                        |
| 2016 | –         | Mariusz Cezary Kosmala Janusz Solarz | Jarek Westermark                                                                    | –                                                                     |
| 2017 | –         | Mariusz Ropczyński                   | Paweł Podlipniak Piotr Smolak                                                       | Marta Jurkowska, Piotr Piątek, Krzysztof Szkurłatowski, Edyta Wysocka |